# Vincenzo Riccati
Pour les articles homonymes, voir Riccati.
Vincenzo Riccati (né en 1707 à Castelfranco Veneto, dans la province de Trévise en Vénétie et mort en 1775 à Trévise) est un mathématicien italien du XVIIIe siècle et un religieux jésuite.
Il est particulièrement connu pour son travail sur les équations différentielles (équation de Riccati) et sa méthode de résolution par tractoire.

## Biographie
Vincenzo Riccati est le fils du mathématicien et physicien Jacopo Riccati, dont il publie et prolonge les œuvres ; il est le frère du physicien et architecte Giordano Riccati. À dix ans, il entre au collège San Francesco Saverio de Bologne, dirigé par la compagnie de Jésus, et suit les cours du mathématicien Luigi Marchenti, un ancien élève de Pierre Varignon. En 1727 il entre comme novice dans la compagnie de Jésus. De 1727 à 1739 il poursuit des études de théologie tout en enseignant le latin et l’italien. En 1739 il entame une carrière d’enseignant en mathématiques au Collège de Bologne. Il reste dans cette ville jusqu’en 1773, date à laquelle la compagnie de Jésus est supprimée. Il séjourne alors à Trévise, où il meurt en 1775.

## Œuvre
Le principal domaine de recherche de Vicenzo Riccati est l’analyse mathématique, et plus précisément la résolution des équations différentielles. En 1757, il publie un ouvrage de 72 pages, De usu motus tractorii in constructione æquationum differentialium commentarius, dans lequel il rend hommage au travail des Bernoulli et de son père Jacopo.
En 1765, il publie en collaboration avec Girolamo Saladini (it) Institutiones Analyticæ, une présentation complète et organisée de l’analyse de son époque, où il décrit les différentes techniques de résolution des équations différentielles et leurs applications dans de nombreux domaines des sciences. Il a aussi introduit les fonctions hyperboliques (cosinus, sinus, tangente hyperboliques).
Avec Saladini, il s’intéresse aux rosaces de Luigi Guido Grandi (courbe d’équation polaire r = cos(nθ)) et travaille sur le problème d’Alhazen (« A et B étant deux points donnés, trouver le point C d’un miroir circulaire tel qu'une lumière issue de A se reflète en C pour atteindre B »). Ils en proposent une solution plus simple que celle de Huygens.
Vincenzo Riccati est aussi un expert en ingénierie hydraulique et contribue à un projet destiné à prévenir les inondations dans la région de Venise et celle de Bologne. Vicenzo Riccati s’est aussi intéressé à la physique pure.
En 1749, il publie Dialogo, dove ne’ congressi di più giornate delle forze vive e dell’azioni delle forze morte si tien discorso, qui s’inscrit dans le débat qui oppose l’école de Leibniz et l’école cartésienne sur la notion de force. Écrit sous forme d’un dialogue, il y oppose trois étudiants, Cesar représentant de l’école cartésienne, Lelio proche de Leibniz et de Riccati et Nestore qui, convaincu, prendra le parti de Lelio. L’objet de cette dispute était la manière dont on doit estimer la force des corps en mouvement que Leibniz appelle force vive, tandis qu’il donne le nom de force morte à celle des corps qui ont seulement tendance à se mouvoir, et qui n'agissent que par pression. L’Europe se divise alors : l’Italie, comme l’Allemagne et la Hollande (particulièrement Willem Jacob 's Gravesande), se range à l’avis du philosophe allemand, tandis que l’Angleterre le combat. Tout le monde admet les mêmes lois du choc et de ce fait le même problème, résolu par les savants des deux parties, trouve une solution identique.

## Publications

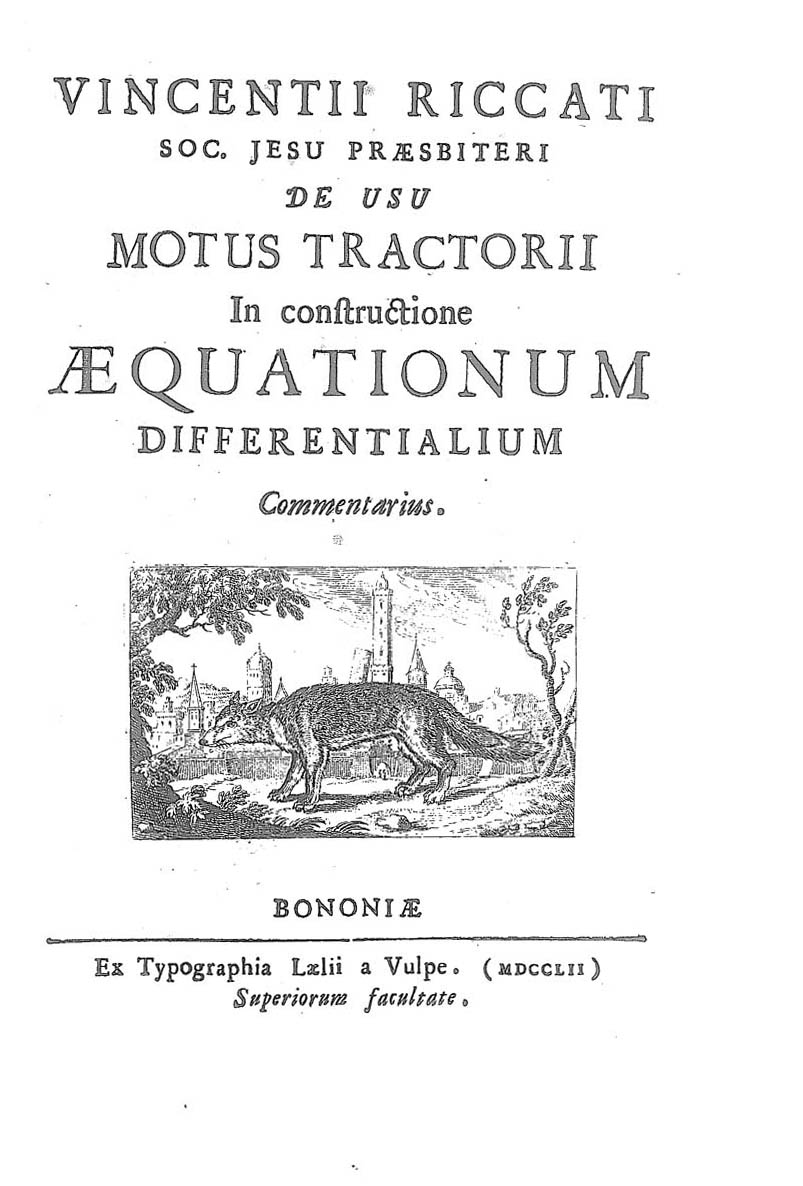
De usu motus tractorii in constructione æquationum differentialium, 1752

- (it) Dialogo dove ne' congressi di piu’giornate delle forze vive e dell’azioni delle forze morte si tien discorso, Bologne, Stamperia di Lelio dalla Volpe, 1749.
- (la) De usu motus tractorii in constructione æquationum differentialum commentarius, Bologne, Typ. Laelii a Vulpe, 1752. — (en + it) Extrait en ligne.
- (it) Vincenzo Riccati, Lettera di un cittadino romano al padre Tommaso Gabrini, S.l., 1753 (lire en ligne)
- (la) De seriebus recipientibus summam generalem algebraticam aut exponentibilem, Bologne, 1756.
- (la) Opuscula ad res physicas et mathematicas pertinentia, Lucques, 1757–1772, 2 volumes.
- (it) De' principj [sic] della meccanica : lettere di Vincenzo Riccati al P. Virgilio Cavina, Venise, 1772. — Lettres au père Virgilio Cavina (it).
- (avec Saladini) (la) Institutiones analyticæ collectæ, Bologne, 1765–1767, 3 volumes, Milan, 1775.